# Associazione Calcio Mantova 1953-1954
Questa voce raccoglie le informazioni riguardanti l'Associazione Calcio Mantova nelle competizioni ufficiali della stagione 1953-1954.

## Stagione
La gestione del Mantova è passata all'avvocato Arnaldo Bellini, chiamato alla carica di presidente da una assemblea straordinaria dei soci nell'autunno del 1953.
Si sceglierà di retrocedere al fine di ricostruire su basi più solide nei successivi anni, decisione questa che non trova l'unanimità dei soci, ma sarà la poca consistenza della squadra sul campo a mettere tutti d'accordo. 
Quattro sole vittorie in campionato su trentatré partite giocate e persino un punto di penalizzazione per non essersi presentata in campo al Martelli con il Catanzaro all'ultima di campionato. 
Al timone della squadra la conferma del tecnico Aldo Biffi, ma, dopo la sconfitta interna con il Lecco del 7 marzo, l'allenatore viene sostituito con l'ex biancoceleste Ermanno Frattini. 
Una squadra non all'altezza della categoria il Mantova di questa stagione, zeppa di giovani al fianco di alcuni più esperti quali Michele Zampiccinini, Giovanni Massagrande, Sergio Verderi e Giuseppe Molina.

## Rosa
| N. |                   | Ruolo | Calciatore        |
| -- | ----------------- | ----- | ----------------- |
|    | Italia (bandiera) | D     | Ettore Arlotti    |
|    | Italia (bandiera) | C     | Romano Bertoni    |
|    | Italia (bandiera) | P     | Renzo Biondani    |
|    | Italia (bandiera) | D     | Giorgio Bolinelli |
|    | Italia (bandiera) | D     | Alfonso Bosellini |
|    | Italia (bandiera) | D     | Nello Caraffi     |
|    | Italia (bandiera) | A     | Guido Carnevali   |
|    | Italia (bandiera) | A     | Franco Cavallini  |
|    | Italia (bandiera) | A     | Gianni Dotti      |
|    | Italia (bandiera) | A     | Marco Galletti    |
|    | Italia (bandiera) | P     | Mario Ghirardi    |
|    | Italia (bandiera) | D     | Spartaco Griffith |
|    | Italia (bandiera) | C     | Renzo Longhi      |

| N. |                   | Ruolo | Calciatore           |
| -- | ----------------- | ----- | -------------------- |
|    | Italia (bandiera) | A     | Giovanni Massagrande |
|    | Italia (bandiera) | A     | Giuseppe Molina      |
|    | Italia (bandiera) | A     | Gilberto Mori        |
|    | Italia (bandiera) | C     | Angelo Passerini     |
|    | Italia (bandiera) | D     | Eraldo Pezzini       |
|    | Italia (bandiera) | A     | Guido Rossi          |
|    | Italia (bandiera) | A     | Emanuele Russo       |
|    | Italia (bandiera) | A     | Oscar Sutteri        |
|    | Italia (bandiera) | A     | Augusto Tosi         |
|    | Italia (bandiera) | A     | Sergio Verderi       |
|    | Italia (bandiera) | C     | Giovanni Villa       |
|    | Italia (bandiera) | C     | Giorgio Visconti     |
|    | Italia (bandiera) | C     | Michele Zampiccinini |

## Risultati

### Serie C

#### Girone di andata
| Arbitro: | Migliorini (Firenze) |

|                             |           |           |
| Carnevali 21’ Tosi 67’, 89’ | Marcatori | 16’ Bacci |

| Arbitro: | Garzelli (Livorno) |

|                 |           |                         |
| Massagrande 22’ | Marcatori | 28’ Bullian 46’ Ferrari |

| Arbitro: | ? |

|                                   |           |                        |
| Traini I 31’ Traini II 61’ (rig.) | Marcatori | 10’ Tosi 46’ Carnevali |

| Lecce 4 ottobre 1953 4ª giornata | Lecce            | 0 – 0 | Mantova | Stadio Carlo Pranzo\| Arbitro: \| Ronchi (Bologna) \| |
| Arbitro:                         | Ronchi (Bologna) |       |         |                                                       |

| Arbitro: | Pieri (Trieste) |

|  |           |              |
|  | Marcatori | 15’ Vycpálek |

| Arbitro: | Baldassare (Udine) |

|              |           |                    |
| Torreano 37’ | Marcatori | 54’ (rig.) Verderi |

| Arbitro: | Bonetto (Torino) |

|                 |           |                                           |
| Massagrande 44’ | Marcatori | 17’ Taccola 30’ Grazioli 43’ Bartolaccini |

| Arbitro: | Moriconi (Roma) |

|                                          |           |  |
| Mari 29’, 84’ Bonistalli 67’ Soldani 87’ | Marcatori |  |

| Mantova 8 novembre 1953 9ª giornata | Mantova         | 0 – 0 | Venezia | Stadio Danilo Martelli\| Arbitro: \| Marangio (Roma) \| |
| Arbitro:                            | Marangio (Roma) |       |         |                                                         |

| Carrara 22 novembre 1953 10ª giornata | Carrarese P. Binelli | 0 – 0 | Mantova | Stadio Comunale\| Arbitro: \| Occhinegro (Taranto) \| |
| Arbitro:                              | Occhinegro (Taranto) |       |         |                                                       |

| Arbitro: | Savi (Bergamo) |

|            |           |                      |
| Molina 13’ | Marcatori | 11’ (aut.) Bolinelli |

| Arbitro: | Poggi (Pisa) |

|                                           |           |  |
| Bolinelli 5’ (aut.) Michelucci 36’ (rig.) | Marcatori |  |

| Arbitro: | Gronda (Milano) |

|                                           |           |  |
| Tortorese 40’ Gaslini 83’ Bertoni III 86’ | Marcatori |  |

| Arbitro: | Andreoni (Milano) |

|           |           |  |
| Dotti 26’ | Marcatori |  |

| Arbitro: | Raule (Roma) |

|  |           |                      |
|  | Marcatori | 26’ (rig.) Boniforti |

| Arbitro: | Adami (Roma) |

|           |           |  |
| Costa 62’ | Marcatori |  |

| Arbitro: | Caputo (Napoli) |

|           |           |  |
| Corti 34’ | Marcatori |  |

### Girone di ritorno
| Arbitro: | Perucci (Verona) |

|                     |           |            |
| Lucianetti 15’, 38’ | Marcatori | 47’ Molina |

| Arbitro: | Caputo (Napoli) |

|                               |           |                               |
| Ferrari 25’ Castaldi 51’, 64’ | Marcatori | 48’ Bolinelli 70’ Massagrande |

| Arbitro: | Migliorini (Firenze) |

|            |           |  |
| Molina 49’ | Marcatori |  |

| Arbitro: | Alterio (Roma) |

|  |           |             |
|  | Marcatori | 38’ Bozzato |

| Parma 28 febbraio 1954 22ª giornata | Parma           | 0 – 0 | Mantova | Stadio Ennio Tardini\| Arbitro: \| Gronda (Milano) \| |
| Arbitro:                            | Gronda (Milano) |       |         |                                                       |

| Arbitro: | Maghernino (Foggia) |

|  |           |                   |
|  | Marcatori | 88’ (rig.) Vicari |

| Arbitro: | Pavoni (Bergamo) |

|                           |           |  |
| Simonti 67’ Bernardis 85’ | Marcatori |  |

| Arbitro: | Poggi (Pisa) |

|  |           |                       |
|  | Marcatori | 69’ Mari 78’ Arrigoni |

| Arbitro: | Notargiacomo (Roma) |

|              |           |  |
| Bizzarri 84’ | Marcatori |  |

| Arbitro: | De Marchi (Pordenone) |

|             |           |                |
| Sutteri 85’ | Marcatori | 32’ Dell'Amico |

| Arbitro: | Gronda (Milano) |

|                                                |           |             |
| Buda 1’ Merlin 14’ Maluta 32’, 75’ Biagini 51’ | Marcatori | 63’ Verderi |

| Arbitro: | Andreoni (Milano) |

|  |           |             |
|  | Marcatori | 86’ Rizzato |

| Arbitro: | Raule (Roma) |

|                           |           |                         |
| Passerini 55’ Verderi 62’ | Marcatori | 58’ Tortorese 59’ Gelio |

| Arbitro: | Natalini (Biella) |

|              |           |             |
| Genovesi 10’ | Marcatori | 19’ Verderi |

| Arbitro: | Ronchi (Bologna) |

|                                                                   |           |          |
| Catelli 38’ Macchi 65’ Carassiti 70’ Ribecchini 74’ Baccalini 83’ | Marcatori | 43’ Tosi |

| Arbitro: | Natalini (Biella) |

|                           |           |              |
| Massagrande 20’ Rossi 41’ | Marcatori | 34’ Petrozzi |

| Mantova 30 aprile 1954 34ª giornata | Mantova | 0 – 2 A tav. | Catanzaro | Stadio Danilo Martelli |